# Дітинецька сільська рада
Дітинецька сільська рада (деколи — Дитинецька сільська рада) — колишня адміністративно-територіальна одиниця та орган місцевого самоврядування в Потіївському районі Малинської, Коростенської й Волинської округ Київської та Житомирської областей Української РСР з адміністративним центром у селі Дітинець.

## Населені пункти
Сільській раді на час ліквідації були підпорядковані населені пункти:
- с. Дітинець
- с. Дорогунь
- с. Морогівка

## Історія та адміністративний устрій
Створена 1923 року в складі сіл Дітинець (Дитинець) та Мар'янівка Облітківської волості Радомисльського повіту Київської губернії. 16 січня 1923 року до складу ради включено села Киянка, Млинок та Морогівка ліквідованої Млинківської сільської ради. 7 березня 1923 року увійшла до складу новоствореного Потіївського району Малинської округи.
У 1924 році с. Киянка передане до складу Меньківської сільської ради Потіївського району. Станом на 2 лютого 1928 року на обліку в раді числився хутір Ямне. 13 листопада 1928 року до складу ради увійшло с. Дорогунь Ляхівської сільської ради Потіївського району. Станом на 1 жовтня 1941 року с. Млинок та х. Ямне не перебувають на обліку населених пунктів.
Станом на 1 вересня 1946 року сільська рада входила до складу Потіївського району Житомирської області, на обліку в раді перебували села Дітинець, Дорогунь та Морогівка.
Ліквідована 11 серпня 1954 року, відповідно до указу Президії Верховної ради УРСР «Про укрупнення сільських рад по Житомирській області», територію та населені пункти приєднано до складу Облітківської сільської ради Потіївського району Житомирської області.